# Бранденбурзький флот

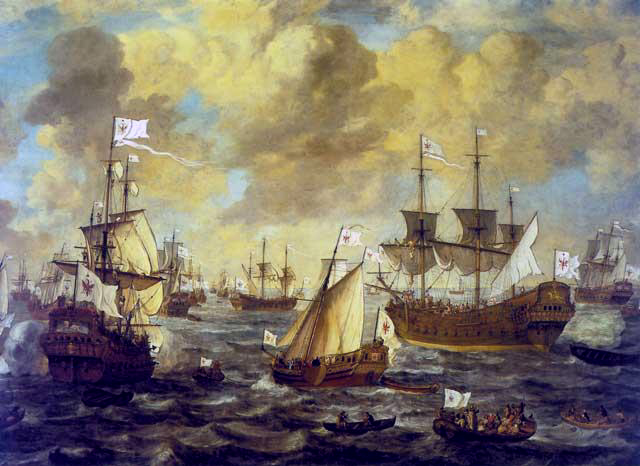
Бранденбурзький флоту відкритому морі, 1684.

Бранденбурзький флот — військово-морські сили Бранденбурзького маркграфства з XVI століття до 1701 року, коли він став частиною Прусського флоту.
Військово-морський флот було утворено після того як почав зростати вплив Гогенцоллернів, правителів Бранденбургу, та через їхнє прагнення до престижу і безпеки з боку моря. Протягом XVII століття флот взяв участь у багатьох битвах у Балтійському морі, крім того вони несли службу в Бранденбурзьких колоніях в Африці (зокрема поблизу Бранденбурзького Золотого Берегу) та на Карибах. До 1680 у Бранденбурзькому флоті було майже тридцять бойових кораблів. Ці кораблі загалом використовували для забезпечення контролю за ворожими торговими шляхами та морською торговлею, для блокади та забезпечення оборони на морі, а також забезпечували підкріплення у численних військових операціях, при цьому часто вступали у бій з ворожими кораблями.
У 1682 Фрідріх-Вільгельм, курфюрст Бранденбургу, який брав активну участь у справах флоту, створив військово-морську базу в Гретзилі, але через рік вона була переміщена до Емдену.
Фрідріх-Вільгельм помер у 1688, а його нащадки не були зацікавлені у Бранденбурзькому флоті. Фрідріх I та його онук Фрідріх ІІ визнали, що не зможуть конкурувати з великими морськими державами та приділяли увагу створенню великій армії у Європі одночасно підтримуючи гарні відносини з сильними морськими державами, такими як Данія та Нідерланди. Заокеанські колонії у 1721 році були продані Нідерландам. У 1701 Фрідріха коронували королем Пруссії, що стало переходом від Бранденбурга до Пруссії, що стало важливою подією в історії Гогенцоллернів. Бранденбурзький флот у тому ж році був об'єднаний в Прусський флот.

## Кораблі Бранденбурзького флоту

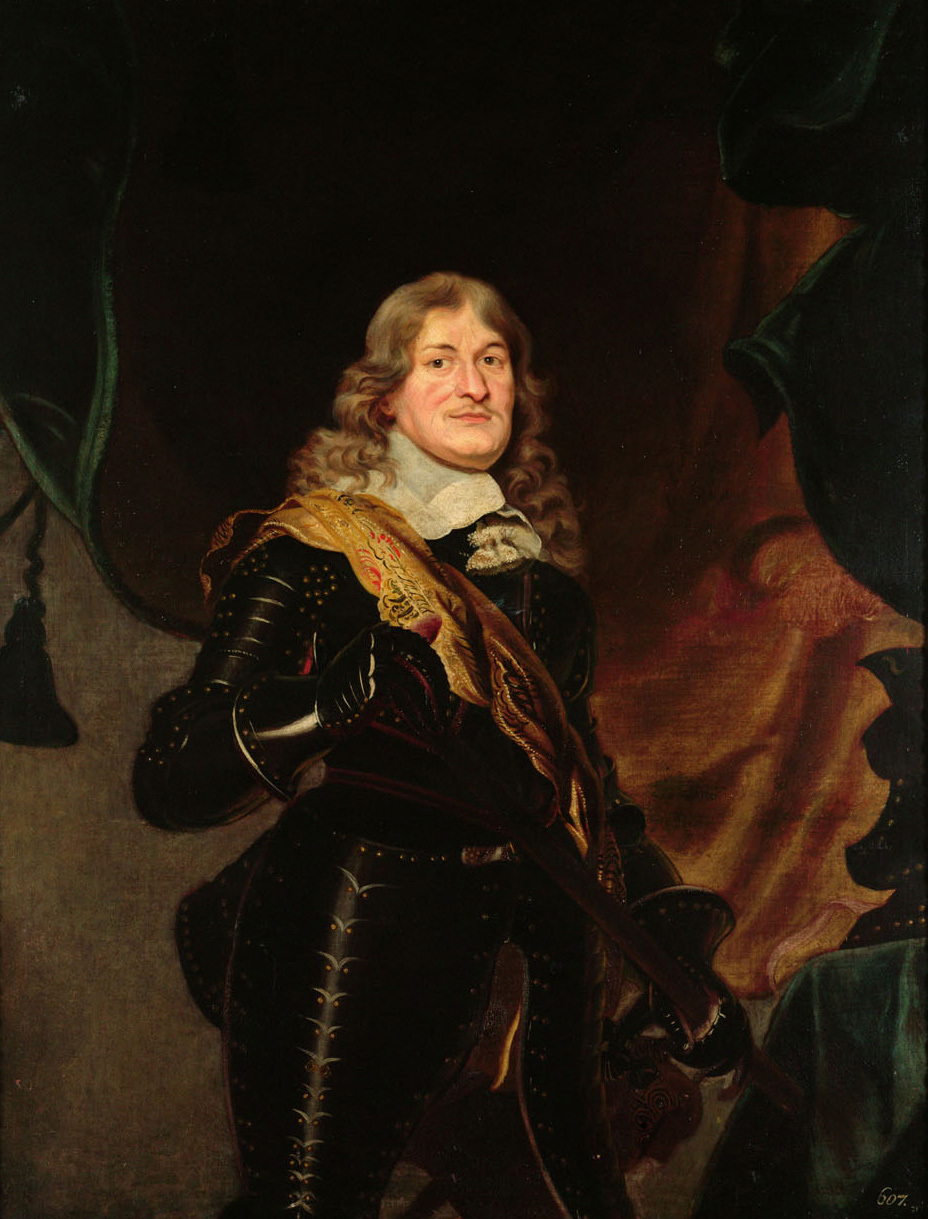
Фрідріх-Вільгельм Бранденбурзький

Перелік кораблів Бранденбурзького флоту:
- Friedrich Wilhelm zu Pferde (фрегат)
- Berlin (фрегат)
- Dorothea (фрегат)
- Rother Löwe (фрегат)
- Carolus Secundus (фрегат)
- Kurprinz von Brandenburg (фрегат)
- Chur Prinz (фрегат)
- Morian (фрегат)
- Wappen von Brandenburg (фрегат)
- Bracke (яхта)
- Große Jacht (яхта)
- Wasserhund (військовий корабель)
- Fuchs (військовий корабель)
- Einhorn (військовий корабель)
- Printz Ludwig (військовий корабель)
- Falke (військовий корабель)
- Jean Baptista (військовий корабель)
- Marie (військовий корабель)
- Spandau (військовий корабель)
- Stern (військовий корабель)
- Princesse Maria